# Capens
Capens – miejscowość i gmina we Francji, w regionie Oksytania, w departamencie Górna Garonna.
Według danych na rok 1990 gminę zamieszkiwały 253 osoby, a gęstość zaludnienia wynosiła 37 osób/km² (wśród 3020 gmin regionu Midi-Pireneje Capens plasuje się na 811. miejscu pod względem liczby ludności, natomiast pod względem powierzchni na miejscu 1338.).